# Société patriotique et de bienfaisance des amies de la vérité
La Société patriotique et de bienfaisance des amies de la vérité est fondée par Etta Palm d'Aelders en mars 1791, à Paris, lors de la Révolution française.
Liée au club masculin des Amis de la Vérité (ou Cercle social), elle est exclusivement réservée aux femmes. Cette société se préoccupe de la défense des droits des femmes. En avril 1792, elle demande à l'Assemblée législative que les femmes soient admises aux fonctions civiles et militaires, que l'éducation des filles soit fondée sur les mêmes principes que celles des garçons, que les femmes deviennent majeures à l'âge de 21 ans, que la loi sur le divorce soit promulguée. La réponse du président de l'Assemblée est une fin de non-recevoir. Le cercle n'est plus actif après 1792.